# Carlos Núñez (Fußballspieler)
Carlos Núñez, vollständiger Name Carlos Rodrigo Núñez Techera, (* 22. Juni 1992 in Canelones) ist ein uruguayischer Fußballspieler.

## Karriere
Der 1,72 Meter große Offensivakteur Núñez stand zu Beginn seiner Karriere mindestens seit der Saison 2009/10 in Reihen des in Montevideo beheimateten Liverpool Montevideo. Dort bestritt er in jener Spielzeit zwei Partien in der Primera División. Einen Treffer erzielte er dabei nicht. In den drei nachfolgenden Spielzeiten folgten 42 weitere Erstligaeinsätze für die Montevideaner, bei denen er zehnmal ins gegnerische Tor traf (2010/11: 11 Spiele (5 Tore); 2011/12: 21 (5); 2012/13: 10 (0)). Zudem absolvierte er sechs Begegnungen in der Copa Sudamericana 2011 und schoss in diesem Wettbewerb fünf Tore. Im Februar 2013 wechselte er auf Leihbasis zum Club Atlético Peñarol. Peñarol lieh Núñez zunächst bis 2015 aus und erwarb 25 % der Transferrechte. Es wurde vereinbart die dafür fälligen eine Million US-Dollar in 36 Raten zu bezahlen. In der Clausura 2013 lief er in neun Erstligaspielen für die „Aurinegros“ auf und traf einmal ins gegnerische Tor. Am Saisonende gewann er mit dem Team den Landesmeistertitel. Zudem kam er in zwei Partien (kein Tor) der Copa Libertadores zum Einsatz. In der Saison 2013/14 weist die Statistik 15 Spiele in der Primera División für Núñez aus, bei denen er sechs Treffer erzielte. Auch bestritt er ein Spiel (kein Tor) der Copa Sudamericana 2013 und eine Partie (kein Tor) der Copa Libertadores. In der Spielzeit 2014/15 wurde er bis zu seinem letzten Einsatz für die Montevideaner am 15. November 2014 gegen Rentistas sechsmal (ein Tor) in der höchsten uruguayischen Spielklasse und dreimal (ein Tor) in der Copa Sudamericana 2014 eingesetzt. Mitte Februar 2015 wurde er dann erneut ausgeliehen. Bei Peñarol als 25-prozentigem Teilinhaber der Transferrechte – die restlichen 75 % lagen zu diesem Zeitpunkt nach wie vor bei Liverpool Montevideo – war er vertraglich noch bis Jahresmitte gebunden und verlängerte diesen Vertrag zur Ermöglichung des angedachten Leihgeschäfts ebenfalls bis Jahresende. Sein Arbeitgeber war seither der Racing Club de Avellaneda. Bei den Argentiniern feierte er sein Debüt in der Primera División am 22. Februar 2015 beim 0:0 gegen den Club Olimpo. Insgesamt absolvierte er dort acht Erstligaspiele (drei Tore) und zwei Begegnungen (kein Tor) in der Copa Libertadores 2015. Im November 2015 wurde das Leihgeschäft bis in den Dezember 2016 verlängert. Dabei sicherten sich die Argentinier eine Kaufoption. Während für die erste Ausleihe aufgrund des im Spiel gegen Huracán erlittenen Kreuzbandrisses des Spielers im linken Knie und der damit einhergehenden halbjährigen Zwangspause von Núñez keine Leihgebühr entrichtet werden musste, wurde nach Presseberichten für die Verlängerung eine Gebühr von 200.000 Dollar fällig. Racing sicherte sich eine anschließende Kaufoption in Höhe von 4.000.000 Dollar. Mitte Juli 2016 kehrte er jedoch zunächst zu Liverpool zurück. Anfang August 2016 verlieh ihn Liverpool dann an den mexikanischen Klub Chiapas FC. Dort wurde er in zwei Erstligaspielen (kein Tor) und einer Partie (kein Tor) der Copa México eingesetzt. Ab Mitte Februar 2017 folgte eine weitere Ausleihe durch den Club Guaraní aus Paraguay.

## Erfolge
- Uruguayischer Meister: 2012/13